# Địa sa Pierre
Địa sa Pierre (danh pháp khoa học: Geostachys pierreana) là một loài thực vật có hoa trong họ Gừng. Loài này được François Gagnepain mô tả khoa học đầu tiên năm 1906.

## Mô tả
Địa thực vật cao đến 1 m; căn hành có vảy. Lá có phiến thon hẹp, to 30 x 4–5 cm, không lông; mép cao 3 mm. Phát hoa ở đất, đứng rồi nằm; tiền diệp to, hình thoi; môi có 3 thùy; noãn sào không lông, có 2 vòi nhụy lép. [Quả] nang dài 1 cm, đỏ.

## Phân bố
Đông Dương (Campuchia, Việt Nam).